# Heinz Chen
Heinz Chen (* 1983 in Wien) ist ein österreichisch-taiwanischer Pianist und Pädagoge.

## Leben
Heinz Chen studierte Klavier an der Universität für Musik und darstellende Kunst Wien bei Wolfgang Watzinger, an der Sibelius-Akademie bei Erik T. Tawaststjerna und an der Hochschule für Musik Detmold bei Anatol Ugorski. Schon während seiner Studienzeit engagierte er sich in der Heimatstadt seines Vaters in Beigang, Taiwan, als Musiker und Pädagoge und verwirklichte Kurse und Konzerte. 2006 übernahm er das Beigang Music Festival und baute es als künstlerischer Leiter zum Beigang International Music Festival aus. Neben seiner leitenden Funktion trat er dort als Pianist und Korrepetitor für Bläser auf. 2007 reiste er gemeinsam mit dem Rektor der Hochschule für Musik Detmold, Martin Christian Vogel nach Taiwan zu dem Festival. 2009 erweiterte er das Festival von der Musik für Holz- und Blechblasinstrumente um Gesang. Die Konzeption des Festivals war neben künstlerischen Veranstaltungen eng verbunden mit interkulturellen Aktivitäten, die Heinz Chen unter anderem aus Erfahrungen vom Europäischen Jugendparlament umsetzte, dem er 1999 bei den Sitzungen in Weimar und Hämeenlinna als österreichischer Delegierter angehörte.
Sein pianistischer Werdegang wurde 2002 mit dem Bösendorfer-Stipendium, 2006 mit dem 1. Preis im Helmi-Vesa Klavierwettbewerb in Helsinki und 2008 mit dem Special prize for his stage charm beim internationalen Klavierwettbewerb in Santorin ausgezeichnet. Mit dem österreichischen Geiger Roland Hölzl spielte er eine CD mit Werken von Fritz Kreisler für die HypoVereinsbank Tirol ein. Seine Konzerttätigkeit mit der Sopranistin Anna Krauja wurde vom lettischen Radio dokumentiert. Krauja und Chen sind mittlerweile verheiratet.
Von August 2010 bis Juli 2011 leistete Heinz Chen Gedenkdienst im Jüdischen Museum Berlin.